# Vangueria madagascariensis
Espèce
Classification APG III (2009)
Vangueria madagascariensis est une espèce végétale de la famille des Rubiacées. Elle est originaire de l'île de Madagascar, d'où son nom scientifique Vangueria madagascariensis, aussi connue sous le nom Vangueria edulis. Elle est parfois appelée faux néflier. C'est un arbre qui produit un fruit comestible, la vavangue. Ce dernier est aussi connu sous le nom de nèfle, de tamarin de Chine, ou de kaki en Nouvelle-Calédonie.
Le nom malgache voavanga vient de voa, "fruit", et vanga, "tacheté de rouge, moucheté" (Boiteau).

## Description

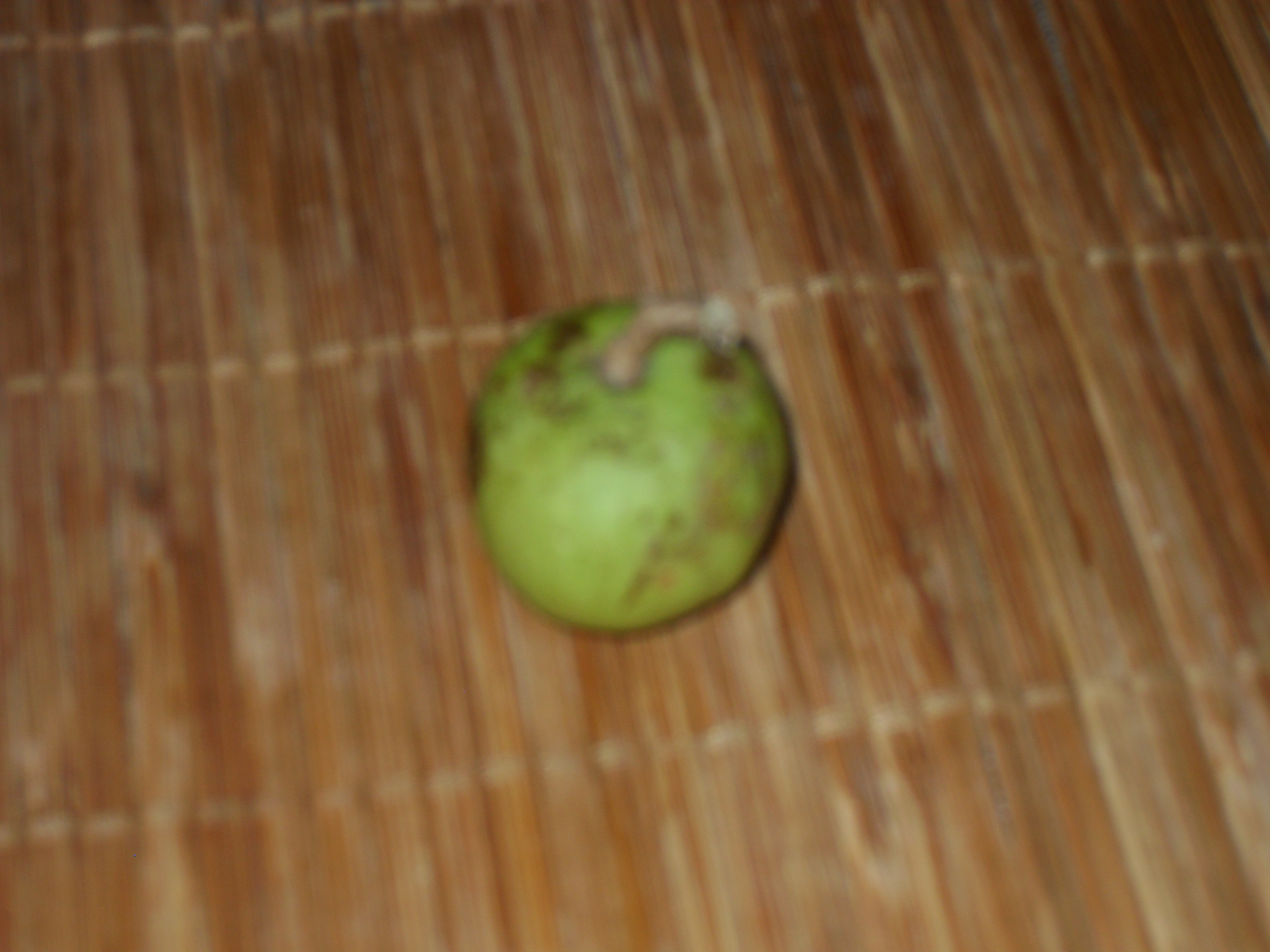
Vavangue verte

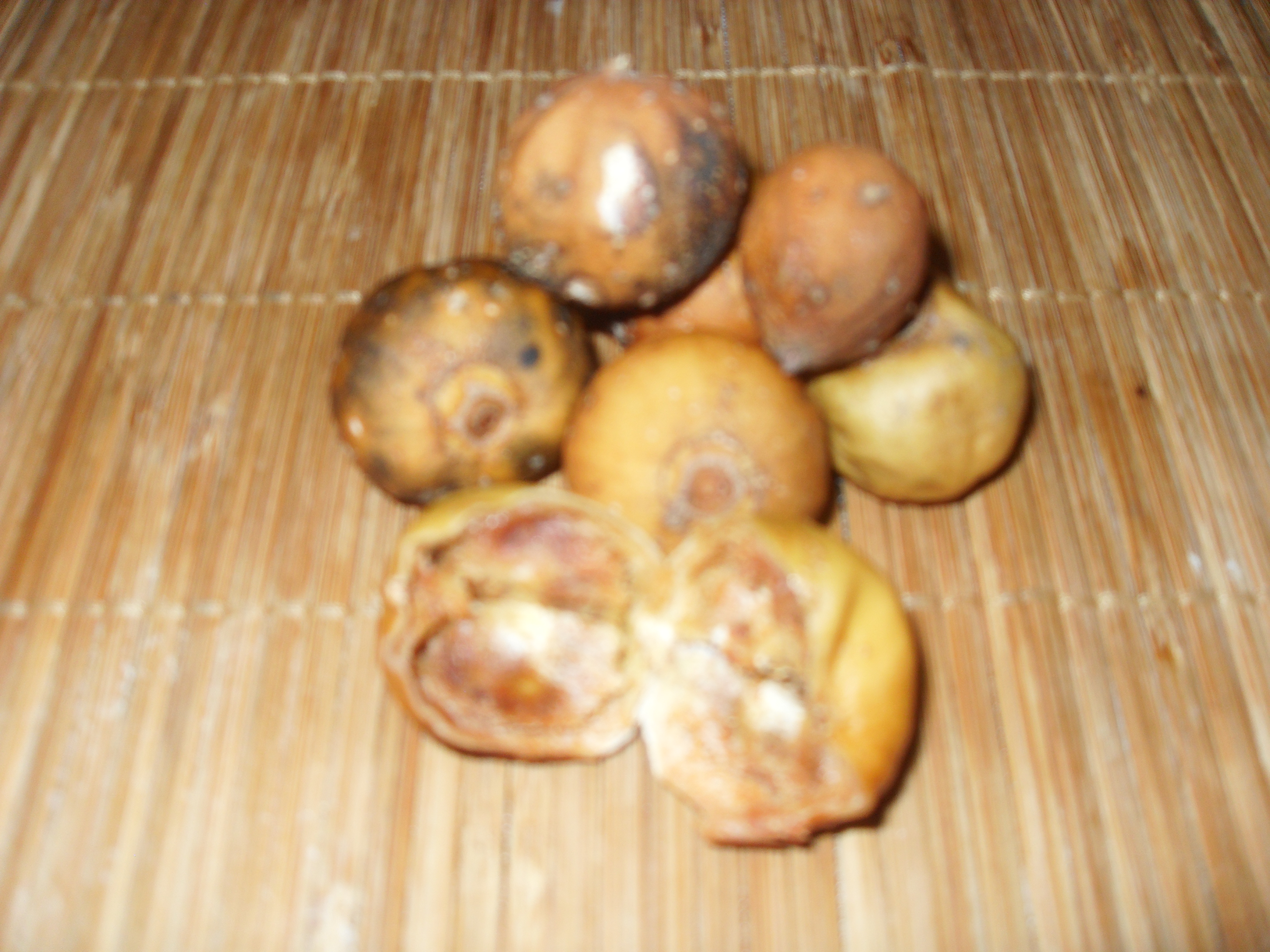
Vavangues mûres, dont une est ouverte afin d'en montrer l'intérieur

Petit arbre d'une hauteur d'environ 3 à 4 mètres, cet arbre a une écorce gris clair et un feuillage vert foncé. Le feuillage est simple et les feuilles opposées Le fruit, que donne cet arbre, est de forme ronde ayant une couleur vert clair, quelques mois après la formation du fruit, qui vire au brun à maturité. Tandis que les fruits mûrissent, les feuilles se dessèchent. La pulpe de ce fruit de couleur brunâtre, a un goût acidulé et contient généralement jusqu'à 5 graines dures.

## Origine et distribution
Très commun dans les Mascareignes et en Afrique de l'Est, ce fruit a été introduit au XVIIIe siècle aux Antilles françaises, cultivé surtout en Guadeloupe où il est présent dans les jardins créoles ou en bordures de route.
La vavangue est aussi acclimatée à la Réunion depuis très longtemps aussi dans les régions humides du sud de l’Ile Maurice. Son exploitation se fait principalement sur les pentes des "bas" de l'île, se plaisant ainsi aux expositions chaudes et ensoleillées ; notamment au - dessus de Saint - Denis.

## Écologie
La vavangue peut être cultivée aussi bien dans des climats tropicaux secs qu'humides. À la Réunion, on peut retrouver cet arbre de 0 à 600 mètres d'altitude, le plus souvent sur les éboulis des versants de ravine.
En Guadeloupe, on peut le cultiver jusqu'au pied de la Soufrière, où la pluviométrie est supérieure à 3000 mm d'eau par an.
Cette espèce s'adapte donc à plusieurs types de sol.

## Utilisation
Fruit acidulé, la vavangue se mange bien mûre. Elle fait partie des traditions réunionnaises : ayant pour synonyme d'école buissonnière, car autrefois les enfants se nourrissaient de ce fruit en parcourant les ravines. Rarement sur les marchés, la vavangue est très populaire chez les vieilles personnes de la Réunion : il s'agit presque d'un symbole de pauvreté et de liberté. À l’île Maurice les plus jeunes utilisaient les branches pour confectionner les meilleurs lance-pierres naturels, traditionnels, très puissants.

## Autres appellations
Ce fruit a différentes appellations selon les pays :
- Tamarin de l'Inde aux Antilles (même si le véritable Tamarin de l'Inde est une espèce totalement différente.)
- Spanish tamarinds en anglais
- Tamarindo forastero en espagnol
- Vavandrika en malagasy.

## Liste des variétés
Selon World Checklist of Selected Plant Families (WCSP) (18 nov. 2010) :
- Vangueria madagascariensis var. abyssinica (A.Rich.) Puff (1989)
- Vangueria madagascariensis var. madagascariensis J.F.Gmel. (1791)

## Sources
- Fabrice et Valérie Le Bellec, Le verger tropical : Cultiver les arbres fruitiers, Saint-Denis (Réunion), Orphie, décembre 2007, 266 p. (ISBN 978-2-87763-384-0)